# Kim Myong-guk
Kim Myong-guk (* 1940; † 28. November 2016) war ein nordkoreanischer General der Volksarmee sowie Politiker der Partei der Arbeit Koreas.

## Leben
Kim Myong-guk, Cousin von Kim Jong-il, absolvierte nach dem Besuch der Revolutionären Schule von Mangyŏngdae ein Studium an der Kim-Il-sung-Universität sowie eine Offiziersausbildung an der Frunse-Militärakademie der Sowjetischen Streitkräfte in Moskau. Im Anschluss fand er in der Volksarmee Verwendung als Offizier für Militärplanung und war später Lektor sowie Leitender Lektor für Strategie und Taktik an Militärschulen und der Kim-Il-sung-Universität. Er war ferner Chef des Stabes der Ausbildungsstätte 25. April und wurde 1982 zum Generalleutnant der Volksarmee befördert. Als solcher übernahm er 1984 den Posten als Leiter der Ausbildungsabteilung in der Hauptverwaltung Operation des Generalstabes und war in Personalunion zugleich Planungsoffizier im Ministerium für die Volksarmee und Tutor für Militärangelegenheiten seines Cousins Kim Jong-il.
Auf dem 16. Plenum des 6. ZK im Juni 1989 wurde Kim Myong-guk Kandidat des Zentralkomitees (ZK) der Partei der Arbeit Koreas (PdAK) und 1990 zugleich Mitglied der Obersten Volksversammlung. Auf dem 19. Plenum des 6. ZK wurde er am 24. Dezember 1991 Mitglied des ZK der PdAK. Im April 1994 erfolgte seine Beförderung zum Generaloberst und er gehörte nach dem Tode von Kim Il-sung am 8. Juli 1994 zu den Mitgliedern des Beerdigungskomitees. Er war zwischen 1994 und 1996 erstmals stellvertretender Chef des Generalstabes sowie Direktor der Hauptverwaltung Operation des Generalstabes. Im Februar 1995 gehörte er auch zum Beerdigungskomitee nach dem Tode des langjährigen Verteidigungsminister O Chin-u. Er wurde 1995 auch zum General befördert und Mitglied der Zentralen Militärkommission der PdAK. 1996 übernahm er den Posten als Kommandierender General des 108. Mechanisierten Korps.
2007 übernahm General Kim Myong-guk erneut den Posten als Direktor der Hauptverwaltung Operation des Generalstabes. Er war als solcher für die Leitung der operativen Planung und Kommunikation zwischen dem Oberkommandierenden der Volksarmee, den Kommandierenden Generalen der Korps sowie der verschiedenen Einheiten zuständig. Des Weiteren überwachte er die Ausbildungs- und Planungsaktivitäten des Verteidigungskommandos von Pjöngjang sowie den Inneren Sicherheitskräften der Volksarmee. In den Jahren 2009 und 2010 leitete er die Planungen für mehrere Militärmanöver, die von Kim Jong-il und anderen Mitgliedern der Staats- und Parteiführung besucht wurden. Im Januar 2010 wurde er in den Rang eines Generaloberst degradiert, ehe er im April 2010 wieder zum General befördert wurde. Am 28. Oktober 2010 wurde er als eines von drei bisherigen Mitgliedern der Zentralen Militärkommission der PdAK wiedergewählt. Ende 2012 wurde er als Direktor der Hauptverwaltung Operation des Generalstabes abberufen und durch General Ri Yong-gil abgelöst, blieb aber Mitglied der Zentralen Militärkommission sowie des ZK der PdAK.